# Aeroportul Bajawa Soa
Aeroportul Bajawa Soa (IATA: BJW, ICAO: WATB) este un aeroport din Bajawa⁠(d), Ngada⁠(d), Nusa Tenggara Timur⁠(d), Indonezia.
Situat la o altitudine de 1.318 m, aeroportul dispune de o singură pistă.